# Paolo Romano
Pour les articles homonymes, voir Romano.
Paolo Tacconi ou Paolo di Mariano ou Paolo di Mariano di Tuccio Taccone, plus connu sous le nom de Paolo Romano, anciennement francisé en Paul Romain,  né à Sezze vers 1445, mort vers 1470, est un sculpteur italien du XVe siècle. Vasari lui reconnaît un talent supérieur à celui de son contemporain Mino del Reame.

## Biographie
Paolo Romano entra au service du pape Pie II, dont il fut le principal sculpteur. Il en fit le portrait, aujourd'hui conservé dans la Salle des arts libéraux des musées du Vatican, ainsi que le monument funéraire dans l'église Sant'Andrea della Valle. Avec Isaia da Pisa, il sculpta également le tabernacle de l'autel de cette église. À la demande de Pie II, il réalisa en 1462 deux mannequins à l'effigie de Sigismond Malatesta, qui s'était efforcé sa vie durant de reprendre Rimini à la papauté, et qui furent brûlés par le peuple de Rome.
Il exécuta en 1461-1462 une statue de l'apôtre Paul destinée à orner le pied de l'escalier menant à la basilique Saint-Pierre, puis déplacée à l'entrée du pont Saint-Ange; il donna à saint Paul les traits de Thomas Paléologue, dernier fils de l'empereur byzantin Manuel II Paléologue.